# Wannenkopf (Gerstruben)
Der Wannenkopf ist eine 1722 m ü. NHN hohe Erhebung einer Bergschulter in den Allgäuer Alpen. Die Schulter liegt nordöstlich von Gerstruben. Sie zweigt zwischen Hüttenkopf und Hahnenkopf vom Nordwestkamm der Höfats nach Südwesten ab.
Auf ihrer Westseite ist sie bis zum Gipfel bewaldet. Nach Osten fällt sie mit steilen, felsdurchsetzten Grasflanken in eine ihn östlich begrenzende Rinne ab. Die Wiesen in Gipfelnähe wurden früher zur Heugewinnung genutzt.
Auf den Wannenkopf führen keine markierten Wanderwege. Da er niedriger als der nördlich von ihm liegende Grat (der von der Höfats nach Nordwesten ziehende Kamm) ist, ist er touristisch unbedeutend.